# Problema de la justificació de la deducció
El  problema de la justificació de la deducció  és el problema de la filosofia de la lògica sobre com justificar els mètodes deductius propis de les ciències formals, suposant que necessiten ser justificats.
En 1895, Lewis Carroll va publicar un breu assaig titulat  El que la tortuga li va dir a Aquil·les , on per mitjà d'un diàleg entre aquests dos personatges, exposa un problema en la justificació de la deducció. Carroll observa que per a acceptar la veritat d'una conclusió basant-se en un argument deductiu, cal acceptar tant la veritat de les premisses com la validesa de l'argument. No obstant això, la validesa de l'argument pot alhora ser considerada una premissa addicional, que per tant ha sumar-se a les premisses que ja tenia. Però això genera un nou argument, diferent a l'anterior, amb  n + 1 premisses, i si es vol acceptar la conclusió original d'acord amb aquest nou argument, aleshores s'ha d'acceptar que el nou argument amb  n + 1  premisses és vàlid. Però acceptar això, una altra vegada, és introduir una nova premissa, que genera un argument amb  n + 2 premisses, diferent a l'anterior. I així ad infinitum.
En un article de 1976, Susan Haack revela diversos paral·lelismes entre el problema de la justificació de la deducció, i el problema de la inducció. Segons Haack, tant la inducció com la deducció es poden justificar tant deductivament com inductivament. En el cas de la inducció, una justificació deductiva resultaria  massa forta , perquè mostraria que  sempre  que les premisses siguin vertaderes, la conclusió també ho serà, i una justificació inductiva resultaria  circular . Anàlogament, en el cas de la deducció, una justificació inductiva resultaria  massa feble , perquè mostraria que  gairebé sempre  que les premisses siguin vertaderes, la conclusió també ho serà, mentre que una justificació deductiva resultaria  circular .
Paul Boghossian, en el seu treball titulat  Knowledge of Logic , esmenta un altre possible camí de justificació per a la deducció: el camí no inferencial, segons el qual és possible una cosa així com una  intuïció racional  de la veritat de les bases de la deducció (Boghossian es refereix en particular al modus ponens). Aquest camí, diu, encara que ha estat històricament influent, sembla més un nom per al problema que una solució real del problema.